# سباق الزمن

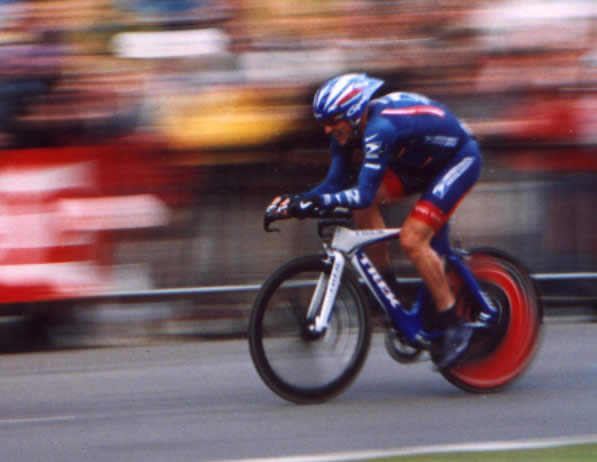

في العديد من رياضات السباق، يتنافس الرياضي (أو أحيانًا فريق من الرياضيين) في سباق زمن؛ حيث يكونون تحت ضغط الساعة لضمان تحقيق أسرع زمن. ففي ركوب الدراجات، على سبيل المثال، يمكن أن يكون سباق الزمن (TT) حدثًا فرديًا لـ سباق الدراجات على المضمار أو سباق زمن جماعي أو فردي على الطريق، وقد يشكل السباقان معًا أو أحدهما عناصر مراحل السباقات التي تستمر لعدة أيام. وعلى عكس أنواع أخرى من السباقات، فإن العدائين يتنافسون بشكل فردي؛ حيث يتم توزيعهم على فترات (بدايات تبادلية)، في مقابل البداية الجماعية.
وفي مسابقات التزلج الريفي والبياثلون، يتم توزيع المتزلجين على فترات تبادلية تبلغ 30 إلى 60 ثانية.
بينما في التجديف، عادةً ما تسمى سباقات الزمن "سباقات مجرى الماء الرأسي"، حيث يتم توزيع القوارب على فترات تبادلية تبلغ 10 إلى 20 ثانية.
وفي العديد من أشكال رياضة السيارات، يتم استخدام شكل مماثل في التصفيات لتحديد ترتيب بدء الحدث الرئيسي، بالرغم من السماح بالعديد من محاولات تحديد أسرع زمن. وفي الراليات، يتم تنظيم المراحل الخاصة في شكل سباق زمن. وكثيرًا ما يكون سباقًا مماثلاً تحت ضغط الساعة أو تحدي الوقت جزءًا من ألعاب فيديو السباقات.

## وصلات خارجية
- [<a href="http://www.socalttseries.com">http://www.socalttseries.com</a> Southern California Time Trial Racing]
- [<a href="http://www.socalttseries.com/p/time-trial-aerodynamics.html">http://www.socalttseries.com/p/time-trial-aerodynamics.html</a> Time Trial Racing Aerodynamics]
- [<a href="http://www.socalttseries.com/p/faster-tt-turnarounds.html">http://www.socalttseries.com/p/faster-tt-turnarounds.html</a> Time Trial Turn Arounds]
- [<a href="http://www.socalttseries.com/p/calculate-aerodynamic-drag.html">http://www.socalttseries.com/p/calculate-aerodynamic-drag.html</a> Calculate Time Trial Drag]
- [<a href="http://www.socalttseries.com/p/wind-tunnel-results.html">http://www.socalttseries.com/p/wind-tunnel-results.html</a> Time Trial Helmet Aerodynamics]
- [<a href="http://www.socalttseries.com/p/40-minute-tt-warm-up.html">http://www.socalttseries.com/p/40-minute-tt-warm-up.html</a> Time Trial Warm Up]
- [<a href="http://www.socalttseries.com/p/faster-triathlon-splits.html">http://www.socalttseries.com/p/faster-triathlon-splits.html</a> Time Trial Training]
- [<a href="http://www.vilacom.net/cycling/timetrial.php">http://www.vilacom.net/cycling/timetrial.php نسخة محفوظة 24 ديسمبر 2007 على موقع واي باك مشين.</a> List of cycling World Time Trial Champions]
- [<a href="http://www.training4cyclists.com/time-trialling/">http://www.training4cyclists.com/time-trialling/</a> The Ultimate Guide to Time Trialling]